# Marquesado de Albayda
El marquesado de Albayda es un título nobiliario español otorgado por el rey Felipe III de España el 8 de febrero de 1605, por elevación del condado de Albayda, que se había creado el 8 de mayo de 1477 por los Reyes Católicos para Jaime de Milá y de Borja.
Conformado territorialmente por los términos municipales de Albaida, Adzaneta de Albaida, Benisoda, Bufali, Carrícola y Palomar, en la provincia de Valencia.
El 19 de noviembre de 1771 el rey Carlos III de España concedió la grandeza de España al V titular, Francisco de Paula de Milá de Aragón y Belvís de Moncada.
Ostentó dicho título el presidente de las Cortes de la primera República, en 1873, José María Orense de Milá de Aragón Herrero.

## Denominación
Su nombre hace referencia a la villa de Albaida, en la provincia de Valencia, señorío cabeza del condado.

## Condes de Albayda
|                                  | Titular                          | Periodo                          |
| Creación por los Reyes Católicos | Creación por los Reyes Católicos | Creación por los Reyes Católicos |
| -------------------------------- | -------------------------------- | -------------------------------- |
| I                                | Jaime de Milá y de Borja         | 1477-d. 1530                     |
| II                               | Cristóbal de Milá de Aragón      | d. 1530-1577                     |
| III                              | Juan Antonio de Milá de Aragón   | 1577-                            |
| IV                               | Cristóbal de Milá de Aragón      | -1605                            |

## Historia de los condes de Albayda
- Jaime de Milá y de Borja (m. después de 1530), I conde de Albayda.[1] Era hijo natural, legitimado, del cardenal Luis Juan de Milá y de Borja —hijo a su vez de Juan de Milá y Centelles (m. 1460), IV barón de Masalavés, y de su esposa Caterina de Borja y Llançol, hermana de Alfonso de Borja y Llançol, obispo de Valencia, futuro papa Calixto III—, y Angelina Ram.

Casó con Leonor de Aragón (m. 1478), hija natural de Alfonso de Aragón y Escobar y María de Junquers (m. 1506) —hija de Mosen Gregorio de Junquers, castellano de Rosas—, y nieta paterna natural del rey Juan II de Aragón y Leonor de Escobar, dama de Leonor de Alburquerque, madre de Juan —hija de Alfonso Rodríguez de Escobar, caballero hidalgo de Tierra de Campos, alcaide mayor de los dominios del rey Juan II de Aragón en Castilla.
Fueron padres, entre otros, de: Leonor de Milá de Aragón, esposa de Nuno Manuel, I señor de Salvaterra de Magos, con descendencia; y Cristóbal de Milá de Aragón que sucedió en el condado:
- Cristóbal de Milá de Aragón (m. 1577), II conde de Albayda.[1]

Casó con su prima María de Milá y Pallars. Le sucedió su hijo:
- Juan Antonio de Milá de Aragón, III conde de Albayda.[1]

Casó, en primeras nupcias, con Blanca Coloma y Folch de Cardona, , y en segundas nupcias, en 1575, con Juana Osorio y de Ocampo,  Le sucedió su hijo del primer matrimonio:
- Cristóbal de Milá de Aragón (m. 15 de marzo de 1632), IV conde y I marqués de Albayda.[1]

Se casó en primeras nupcias con Juana Corbarán de Lehet, baronesa de Otanel. Contrajo un segundo matrimonio en 1608 con su prima Francisca de Borja. Después volvió a casar por tercera vez con Juana Ferri y Soler.

## Marqueses de Albayda
|                         | Titular                                                  | Periodo                 |
| Creación por Felipe III | Creación por Felipe III                                  | Creación por Felipe III |
| ----------------------- | -------------------------------------------------------- | ----------------------- |
| I                       | Cristóbal de Milá de Aragón                              | 1605-1632               |
| II                      | Juan Paulino de Milá de Aragón y Borja                   | 1632-1673               |
| III                     | Ximén Pérez de Milá de Aragón                            | 1673-1708               |
| IV                      | Ximén Pérez de Milá de Aragón                            | 1708-1751               |
| V                       | Francisco de Paula de Milá de Aragón y Belvís de Moncada | 1751-1787               |
| VI                      | José María de Milá de Aragón                             | 1787-1802               |
| VII                     | Joaquín de Pedro y Llorens                               | 1802-1829               |
| VIII                    | Francisco de Paula de Orense y Rábago                    | 1829-1846               |
| IX                      | José María de Orense de Milá de Aragón y Herrero         | 1846-1880               |
| X                       | Jacinto Telesforo de Orellana-Pizarro y Díaz             | 1880-1899               |
| XI                      | Jacinto de Orellana-Pizarro y Avecía                     | 1899-1919               |
| XII                     | María de la Concepción de Orellana-Pizarro y Maldonado   | 1919-1927               |
| XIII                    | Antonio Pérez de Herrasti y Orellana                     | 1927-1974               |
| XIV                     | Antonio Pérez de Herrasti y Narváez                      | 1974-1996               |
| XV                      | Ramón Pérez de Herrasti y Narváez                        | 1996-2017               |
| XVI                     | María Pérez de Herrasti y Urquijo                        | 2017-actual titular     |

## Historia de los marqueses de Albayda
- Cristóbal de Milá de Aragón (m. 15 de marzo de 1632), IV conde y I marqués de Albayda.[1]

Se casó en primeras nupcias con Juana Corbarán de Lehet, baronesa de Otanel. Contrajo un segundo matrimonio en 1608 con su prima Francisca de Borja. Después volvió a casar tercera vez con Juana Ferri y Soler. Le sucedió el hijo de su segundo matrimonio:
- Juan Paulino de Milá de Aragón y Borja (m. 1673), II marqués de Albayda.[1]

Contrajo matrimonio en 1638 con Marina Pérez Zapata (m. 1658). Le sucedió su hijo:
- Ximén Pérez de Milá de Aragón (m. 12 de enero de 1708), III marqués de Albayda.[1]

Se casó en 1676 con Micaela Mercader de Cervellón, condesa de Buñol. Le sucedió su hijo:
- Ximén Pérez de Milá de Aragón (m. 2 de septiembre de 1751), IV marqués de Albayda.[1]

Contrajo matrimonio en 1712 con Magdalena Belvís de Moncada. Le sucedió su hijo:
- - Francisco de Paula de Milá de Aragón y Belvís de Moncada (m. 9 de diciembre de 1787), V marqués de Albayda, grande de España desde 1771.[1]

Se casó en 1745 con María Rebolledo de Palafox y Bermúdez de Castro. Le sucedió un pariente de una rama colateral.
- José María de Milá de Aragón (m. 11 de junio de 1802), VI marqués de Albayda, grande de España.[1]

Casado en 1757 con Margarita María de Resende López y Fernández de Heredia (m. 1806). Sin descendencia. Le sucedió su sobrino materno:
- Joaquín de Pedro y Llorens (Valencia, 14 de febrero de 1777-Madrid, 27 de mayo de 1857), VII marqués de Albayda, [1] IV marqués de Benemejís de Sistallo,[5] dos veces grande de España, V marqués de San José,[6][7] barón de Otos, de Torralba y de Misena, maestrante de Valencia, Cruz de 1.ª clase de la Orden de San Fernando, diputado a Cortes en 1837, senador del reino en 1846, Gran Cruz de la Orden de San Hermenegildo, Gran Cruz de la Orden de Carlos III, caballero de la Orden de Malta[6] y prócer del Reino.[8]  Era hijo de Rafael de Pedro y Trullench, maestrante de Valencia,[6] y de su esposa Joaquina Llorens Núñez y Milá de Aragón, IV marquesa de San José.[9]

Casó, en primeras nupcias, Antonia Pía del Molino y del Castillo (m. 1857). Contrajo un segundo matrimonio en 1857 con Antonia Nash de la Mota.
Fue desposeído del título y le sucedió en 1829, por sentencia, un pariente de una rama colateral:
- Francisco de Paula de Orense y Rábago (baut. Tablares, 7 de octubre de 1781-19 de noviembre de 1846), VIII marqués de Albayda, grande de España,[11] procurador (1834) y senador electo por la provincia de Palencia (1843-1844).[12]

Casó el 8 de mayo de 1802 con María de la Concepción Herrero y Rosillo. Le sucedió su hijo:
- José María de Orense de Milá de Aragón y Herrero (Laredo, 28 de octubre de 1803-Astillero, Cantabria, 29 de octubre de 1880),[13] IX marqués de Albayda, grande de España,[11] presidente de las Cortes constituyentes de la Primera República Española.

Se casó el 16 de abril de 1831 con Gertrudis de Lizáur y Dalgrain (m. 1846). Le sucedió un pariente de una rama colateral:
- Jacinto Telesforo de Orellana-Pizarro y Díaz (baut. Trujillo, 8 de enero de 1819-27 de junio de 1899), X marqués de Albayda, grande de España,[11] XII marqués de la Conquista, senador vitalicio, senador por la provincia de Cáceres y senador por derecho propio.[14] Era hijo de Agustín Orellana y Pizarro (m. 11 de febrero de 1829).[14]

Contrajo dos matrimonios. El primero el 3 de junio de 1839 con María Josefa de Avecía y Velasco (m. 21 de diciembre de 1842). Después de enviudar, se casó el 24 de junio de 1848 con María de la Asunción Pérez-Aloe y Elías (m. 19 de diciembre de 1909). Le sucedió su hijo del primer matrimonio:
- Jacinto de Orellana-Pizarro y Avecía (baut. Trujillo, 15 de febrero de 1841-4 de noviembre de 1919), XI marqués de Albayda, grande de España,[11] IX vizconde de Amaya[15] y senador por la provincia de Salamanca en 1914 y 1915.[16]

Casó, el 11 de octubre de 1863, con Amalia Maldonado y Carvajal (30 de abril de 1836-17 de septiembre de 1927), hija de José Julián Benito Maldonado y Aceves, IV marqués de Castellanos, y de Ángela María de Carvajal y Téllez-Girón. Le sucedió su hija:
- María de la Concepción de Orellana-Pizarro y Maldonado (Salamanca, 1864-17 de septiembre de 1927),[15] XII marquesa de Albayda, grande de España.[11]

Casó, en Madrid, el 3 de mayo de 1895 con Antonio Pérez de Herrasti y Pérez de Herrasti (Madrid, 1860-Madrid, 20 de enero de 1902), hijo de Isidoro Pérez de Herrasti y Antillón, XI señor de Padul, y de su esposa Josefa Pérez de Herrasti y Vasco Recio-Chacón, y hermano de Isidoro Pérez de Herrasti y Pérez de Herrasti, XII señor y I conde de Padul. Le sucedió su hijo en 1928:
- Antonio Pérez de Herrasti y Orellana (Madrid, 23 de agosto de 1898-11 de octubre de 1974),[15] XIII marqués de Albayda,[11] XV marqués de la Conquista, dos veces grande de España[18] II conde de Padul por carta del 14 de mayo de 1956,[18] IV conde de Antillón[15] y maestrante de Granada.[15]

Casó, el 2 de julio de 1924 con Matilde de Narváez y Ulloa, hija de los II marqueses de Oquendo. Le sucedió su hijo:
- Antonio Pérez de Herrasti y Narváez (Madrid, 31 de mayo de 1925-29 de diciembre de 1996), XIV marqués de Albayda, [19][11] XVI marqués de la Conquista, dos veces grande de España y V conde de Antillón.[15] Soltero, sin descendencia, le sucedió su hermano:

- Ramón Pérez de Herrasti y Narváez (Madrid, 22 de octubre de 1927-Madrid, 13 de octubre de 2017),[20] XV marqués de Albayda,[21] XVII marqués de la Conquista, dos veces grande de España,[22] grande de España,[11] III conde de Padul,[23] y VI conde de Antillón.[24]

Casó con Begoña de Urquijo y Eulate (1932-2007). Le sucedió su hija María en los marquesados de Albayda y el de la Conquista y quedan pendiente de resolución los condados de Padul y Antillón.
- María Pérez de Herrasti y Urquijo (n. 9 de enero de 1959), XVI marquesa de Albayda,[27] XVIII marquesa de la Conquista, dos veces grande de España,[28] VII condesa de Antillón[29] y IV condesa de Padul.[30]

Casada con Íñigo Méndez de Vigo, IX barón de Claret.